# Rubens Machado
Rubens Luis Ribeiro Machado Júnior  (Campinas,  1952) é um crítico de cinema e professor da Universidade de São Paulo.
Graduado em arquitetura e urbanismo pela FAU-USP, mestre em cinema (dissertação: São Paulo em movimento: a representação cinematográfica da metrópole nos anos 20, 1989) e  doutor  em cinema, TV e rádio (tese: Estudo sobre a organização do espaço em 'Terra em Transe,' 1997), pela ECA-USP. Realizou pesquisas de pós-doutorado no IA-Unicamp (1998-1999) e na ECA-USP (1999).
Desde 1999, é professor do Departamento de Cinema, Rádio e TV da ECA-USP e, desde 2007, é livre-docente em Teoria e História do Cinema, integrando o Programa de Pós-Graduação em Meios e Processos Audiovisuais da ECA. Também lecionou Estética, História da Arte e da Arquitetura na FAU-Febasp (1982-1986).
Foi Vice-Presidente do Conselho de Orientação Artística do  Museu da Imagem e do Som de São Paulo (2009-2011). Integra a editoria de várias revistas, como Cine-Olho (Rio de Janeiro e São Paulo, 1975-1980), Infos Brésil (Paris, 1992-2007), Praga (São Paulo, 1997-2000), Sinopse (São Paulo, 1999-2006), Significação (São Paulo, 2006-), Matrizes (São Paulo, 2007-2008), e coordenou a Comissão de Publicações da SOCINE - Sociedade Brasileira de Estudos de Cinema e Audiovisual (2006-2008), na qual faz parte da editoria da revista Rebeca e criou o Seminário Temático "Cinema como arte, e vice-versa" (2008-2011). Nos anos 1970, participou da fundação da Federação Paulista de Cineclubes, do Cineclubefau e do Cinusp. Realizou, com o Grupo Alegria, o filme O apito da panela de pressão (DCE-USP, DCE-PUC-SP, 1977).
Desenvolve pesquisa sobre a história da crítica e do cinema experimental no Brasil, e sobre a presença da cidade nos meios audiovisuais. Desde 2005, lidera o Grupo de Pesquisa “História da Experimentação no Cinema e na Crítica”, certificado pelo CNPq desde 2012.
Foi o curador da mostra Marginália 70: o experimentalismo no Super-8 brasileiro (Itaú Cultural, 2001-2003).
É autor ou coautor de vários artigos e livros publicados.